# أليخاندرا فوينتيس
أليخاندرا فوينتيس (بالإسبانية: Alejandra Fuentes)‏ هي غطاسة فنزويلية، ولدت في 31 ديسمبر 1983.

## وصلات خارجية
- أليخاندرا فوينتيس على موقع الاتحاد الدولي للسباحة (الإنجليزية)
- أليخاندرا فوينتيس على موقع قاعدة بيانات الغوص IAT (الألمانية)
- أليخاندرا فوينتيس على موقع أوليمبيديا (الإنجليزية)